# Hat 2 Da Back
Hat 2 Da Back is de vierde single van de Amerikaanse band TLC van het album Ooooooohhh.... On the TLC Tip.
Het newjackswing-hiphop-nummer werd in 1993 uitgebracht op cd, 7- en 12-inchvinyl en compact cassette. Het behaalde de 30ste plaats in de Billboard Hot 100.